# Москожевский, Клеменс
Клеменс из Москожева, Клеменс Москожевский (Каменецкий) (умер 28 ноября 1408, Москожев) — польский государственный и военный деятель, подканцлер коронный (1387—1402), староста саноцкий (1399—1400), староста краковский (1405), каштелян каменецкий и вислицкий (с 29 июня 1408). Владелец замка в Оджиконе.

## Биография
Представитель польского шляхетского рода Москожевских герба «Пилява». Сын Николая (или Клеменса) из Москожева, упоминавшегося в 1381-1382 годах. С 1387 года он упоминается в качестве рыцаря и подканцлера Королевства Польского в свите короля Владислава II Ягелло и королевы Ядвиги.
Начал карьеру при дворе воеводы краковского Спытко из Мельштына. В 1381 году выступает как руководитель его канцелярии. Через год после прибытия Владислава Ягелло в Польшу, 17 февраля 1387 года, Клименс Москожевский занимал должность подканцлера королевского дворца в Вильнюсе, сопровождал нового монарха в миссионерской экспедиции, а также принимал участие в создании Университета и учредил три пребенды в Вавельском соборе. Получил в награду от короля Владислава Ягелло замок в Оджиконе.
В 1387 году Клеменс Москожевский принимал участие в качестве подканцлера Польского королевства в свите короля Владислава Ягелло и королевы Ядвиги. В 1389 году он был отправлен с польским войском в Литву против восставшего князя Витовта (двоюродного брата Ягелло), который заключил союз с крестоносцами и стремился отделиться от Польши. Клеменс Москожевский с поляками успешно защищал Верхний Замок в Вильно от тевтонских рыцарей-крестоносцев, несмотря на то, что Каригайло, начальник Нижнего Замка, был убит во время осады. В 1392 году перед Островским соглашением Клеменс Москожевский передал начальство в Вильно Яну (Ясько) из Олесницы, отцу знаменитого кардинала Збигнева Олесницкого.
В 1394 году подканцлер коронный Клеменс построил каменный костёл в Москожеве. Также он владел Корчиной. В 1397 году купил у Генрика Собиенского села при замке: Войкувка, Браткувка и Высокая, а у Петра Санцыгнюва в 1402 году: Коморники, Буковник и Волица.
В 1401 году Клеменс из Москожева участвовал в подписании Виленско-Радомской унии между Польским королевством и Великим княжеством Литовским. В 1402 году он стал каштеляном вислицким, в конце 1405 года на короткое время стал старостой краковским. С 1407 года род Москожевских сменил имя на Каменецкие.
В 1408 году Клеменс Москожевский скончался и был похоронен в построенном им костёле в Москожеве. Его владения унаследовал Марцин Каменецкий (ум. 1439).
Клеменс из Москожева был прародителем родов Москожевских и Каменецких. Его братьями были Генрик из Москожева и Сецех из Москожева.
Среди его внуков были: каштелян саноцкий Генрик Андреас Каменецкий (ок. 1430—1488) и староста добчицкий Пётр Каменецкий (после 1410—1447).